# Champignolles
Champignolles é uma comuna francesa na região administrativa da Normandia, no departamento de Eure. Estende-se por uma área de 2,7 km². Em 2010 a comuna tinha 40 habitantes (densidade: 14,8 hab./km²).